# Schrems
Schrems è un comune austriaco di 5 496 abitanti nel distretto di Gmünd, in Bassa Austria; ha lo status di città (Stadtgemeinde). Nel 1972 ha inglobato i comuni soppressi di Gebharts e Langschwarza.